# Hoya waymaniae
Hoya waymaniae är en oleanderväxtart som beskrevs av D. Kloppenburg. Hoya waymaniae ingår i släktet Hoya och familjen oleanderväxter. Inga underarter finns listade i Catalogue of Life.